# نفش
نفش (انگلیسی: Nephesh) کلمه ای است عبری کتاب مقدس که در کتاب مقدس عبری آمده‌است. این کلمه به جنبه‌های احساس اشاره دارد و انسان و سایر حیوانات هر دو به عنوان نفش توصیف می‌شوند. حشرات و گیاهان، به عنوان نمونه ای از موجودات زنده، در کتاب مقدس به عنوان موجودات ذکر نشده‌اند. نفش معنای اصلی واژه [عبری|נפש] غریزه «نفس حیات» در سوراخ بینی همه موجودات زنده و به تعبیر «زندگی»، «شخص» یا «خود بسیار» است. هیچ اصطلاحی در انگلیسی مطابق با نفش وجود ندارد و «روح» (مسیحی) که معانی کاملاً متفاوتی دارد، با این وجود معمولاً برای ترجمه آن استفاده می‌شود.